# Плач растений
«Плач расте́ний» — образное название выделения водянистого сока из древесины растений при их повреждении, например, при просверливании отверстий в стволе или при отрезании ветвей или целого стебля. В последнем случае сок выделяется из оставшегося в почве пенька. В отличие от сока плодов растений, жидкость, вытекающую из повреждённых стеблей (в т. ч. стволов) растений называют па́сокой.
Способностью к «плачу» обладают очень многие растения, но особенно силён он бывает весной лишь у некоторых растений (берёза, клён, бук, виноградная лоза). Влияние внешних условий характеризует плач как явление, связанное с жизнедеятельностью растения. Устранение кислорода, хлороформирование растения останавливают истечение пасоки; её выделение усиливается при повышении температуры и, обратно, останавливается при низких температурах. Далее, как количество выделяемого сока, так и давление, под которым он выделяется, не остаются постоянными во всё время «плача», а замечается постепенное падение от начала плача до полного его прекращения и, кроме того, суточная периодичность с ежедневно повторяющимися максимумами и минимумами. Ближайшее объяснение «плача» тесно связано с объяснением передвижения воды в растении вообще. Несомненно, что одной из причин выделения пасоки служит то обстоятельство, что корень, всасывая воду из почвы, с силой толкает её в проводящие ткани (древесину) стебля. С другой стороны, есть наблюдения, указывающие, что и стебель обладает подобными же силами. Ближайший механизм явления как в том, так и в другом случае по состоянию на 1907 год ещё неясен.

## История
Это явление было замечено ещё в древнем мире, но более обстоятельно изучено Гельзом (1748). Первые физиологи видели в «плаче» растений процесс, аналогичный кровоизлиянию у животных, но ближайшее знакомство с жизнью растений показало, что «плач» находится в связи с током почвенной воды, поднимающимся по древесине, и представляет, таким образом, вполне своеобразное явление, присущее лишь растениям.

## Весенний плач
Особенно энергично плач происходит весной, до распускания почек (так называемый весенний плач). В это время с пробуждением жизни в растении начинается поднятие воды, а между тем, при отсутствии листьев её испарение ещё очень слабо. Поэтому растение наливается водой, и если в это время просверлить в стволе, например, берёзы или клёна отверстие, то из него в изобилии будет выделяться водянистый сок — пасока. Её выделение происходит со значительной силой, различной, смотря по растению и условиям.

### Весенняя пасока
По химическому составу пасока представляет водный раствор различных органических (плодовый или тростниковый сахар, белки́, органические кислоты) и минеральных веществ. Особенно много са́хара в пасоке сахарного клёна и северно-американской агавы; из последней путём брожения приготовляют даже спиртной напиток пульке. Присутствие этих веществ объясняется тем, что на зиму древесные породы наполняются питательными запасами, которые весной подвергаются растворению и вместе с почвенной водой, всасываемой корнями, передвигаются по древесине в развивающиеся почки. Выделение пасоки начинается весной в различное время, смотря по растению и климатическим условиям; продолжительность плача также весьма различна (1—2 месяца).

## Летний плач
С появлением листьев плач прекращается, а затем (после развёртывания листьев), вследствие сильного испарения, растение беднеет водой, и отверстие, сделанное в стволе, начнёт её активно испарять. Даже при относительно большой влажности водный потенциал среды намного меньше, чем водный потенциал(Ψ) ствола, из-за чего вода будет выходить из растения, что может привести к его высыханию. В средней полосе относительная влажность воздуха летом ≈ 50 %, из-за чего водный потенциал воздуха ≈ -93,3 МПа. Из-за огромнейшей разницы Ψ вода будет испаряться со значительной скоростью, до того момента пока клетки паренхимы не заделают повреждённую ксилему и не засуберенизируются.

### Летняя пасока
Летняя пасока уже не содержит органических веществ и представляет чистый раствор почвенных минеральных солей.

## Другие примеры плача растений

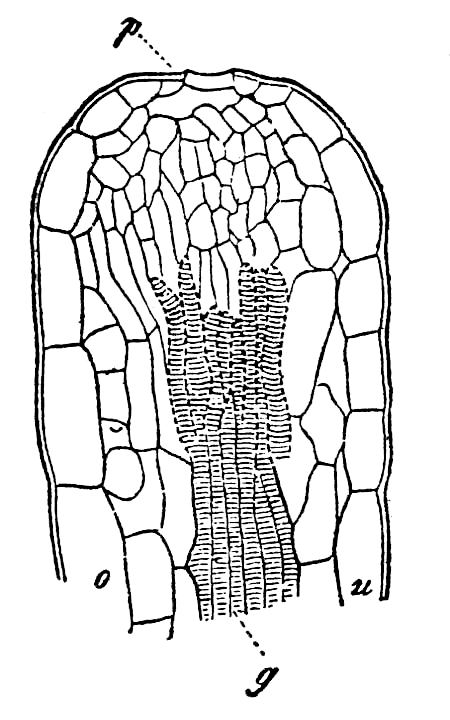
Разрез гидатоды на зубчике листа Primula sinensis; o — верхняя, u — нижняя поверхность листа.

Выделение воды или водянистого сока происходит и у неповреждённых растений. Это явление по своей сущности весьма близко к только что описанному и состоит в том, что при слабом испарении (например, ночью или в пасмурный день) из листьев по каплям вытекает вода. В тропических лесах Caesalpinia pluviosa производит таким образом настоящий дождь. То же явление можно наблюдать и ранним утром в поле, когда на многих растениях можно видеть капли воды по краям листа или на пластинке. Часто эти капли увеличиваются в объёме и падают на землю, после чего на том же месте выступает новая капля и так далее. Стало быть, это не роса, а растение выделяет избыток воды, накопившийся в нём в течение ночи. Искусственно такое выделение воды можно вызвать во всякое время, если сильно ослабить испарение, поместив растение в замкнутый и насыщенный водяными парами приёмник. Вода выделяется при посредстве особых приспособлений или органов растения, называемых эмиссариями (Молль) или гидатодами (Габерландт). Это — потовые железы растения. На приложенном рисунке изображена такая гидатода в разрезе.
Проводящие воду ткани (g) оканчиваются в особую нежную ткань — эпитему. Эта последняя снаружи прикрыта, как и весь лист, эпидермой, но между этой последней и эпитемой остаётся полость, в которой прежде всего и собирается вода, чтобы затем выделиться по каплям наружу через отверстия в эпидерме — водяные поры (р). Эти последние суть устьица, только в большей или меньшей степени утратившие способность к движению и тем приспособившиеся к новой функции. Такие гидатоды и разбросаны в большом количестве, чаще всего по краю листа, в зубчиках, но также и по поверхности листовой пластинки. Они очень широко распространены среди растений, их формы очень разнообразны, а физиологически между ними различают два главных типа: в одних случаях (вышеописанных) выделение воды есть простой акт её фильтрации из проводящих тканей в силу их переполнения; в других случаях в акте выделения активно участвуют живые клетки гидатоды; если их убить (местным отравлением сулемой), то растение лишается способности к выделению. Продукт выделения на самом деле не есть чистая вода, но обыкновенно содержание в нём твёрдых веществ очень ничтожно: 0,004—0,05 %. В некоторых случаях, однако, с водой выделяются довольно значительные количества углекислой извести («известковые железки»); по испарении воды последняя образует на листе чешуйки или корочки. Так бывает у многих камнеломковых (Saxifragaceae) и у некоторых папоротников (виды Polypodium, Nephrolepis). Выделение воды в виде капель наблюдается и у грибов (Merolius lacrymans, Mucor, Pilobolus и другие).